# Kráľová nad Váhom
Kráľová nad Váhom (in ungherese Vágkirályfa) è un comune della Slovacchia facente parte del distretto di Šaľa, nella regione di Nitra.